# Yamada Green Dome Maebashi
Le Yamada Green Dome Maebashi (ヤマダグリーンドーム前橋) est une aréna située à Maebashi.
Inaugurée en 1990, le  Yamada Green Dome Maebashi a notamment accueilli les Championnats du monde de cyclisme sur piste 1990, les Championnats d'Asie de cyclisme 1999 et les Championnats du monde d'athlétisme en salle 1999.